# L'Appel de l'ange
L'Appel de l'ange est un roman de Guillaume Musso paru en 2011 chez XO éditions. À sa sortie, il prend la tête du classement des ventes de romans de L'Express, avec 50 000 exemplaires vendus en moins d'une semaine.

## Résumé
Lors d'une bousculade involontaire dans une salle d'embarquement bondée, à l'aéroport JFK de New York, Jonathan Lempereur et Madeline Greene, qui ne s'étaient jamais rencontrés auparavant, repartent avec chacun le téléphone de l'autre. Chacun découvre ensuite que ce n'est pas son téléphone et que, lors de leur bousculade à l'aéroport, ils ont par mégarde échangé leurs appareils portables (identiques) ; c'est trop tard, ils sont séparés par 10 000 km. Chacun décide alors de consulter le portable de l'autre ; une double indiscrétion qui révèle à Jonathan que Madeline et lui étaient liés par une fillette du nom d'Alice ; et à Madeline que Jonathan était au bord du gouffre à cause de son divorce survenu deux ans plus tôt. Ils enquêtent chacun de leur côté et, de fil en aiguille, réussissent à remettre de l'ordre dans leur vie. Une histoire d'amour naîtra entre eux.

## Description des personnages
- Madeline Greene : Une jeune Anglaise, fleuriste à Montparnasse. En apparence, elle mène une vie rangée entre son petit ami, qui vient de la demander en mariage, et sa boutique « Le Jardin extraordinaire ». Mais cette existence harmonieuse cache un passé douloureux : quelques années plus tôt, Madeline était l'une des meilleures enquêtrices de la police de Manchester. Un métier qu'elle a abandonné à la suite d'une enquête traumatisante et sanglante qu'elle pensait définitivement enterrée, mais qui ressurgit dans sa vie à la suite de sa rencontre avec Jonathan. L'affaire d'Alice Dixon, où elle remua ciel et terre pour essayer de retrouver la disparue, la conduisant ensuite à tenter de mettre fin à ses jours.

- Jonathan Lempereur : Un Français d'une trentaine d'années, ancien grand chef cuisinier aux États-Unis et un véritable créateur qui dirigeait l'une des plus prestigieuses tables du monde. À la suite d'un divorce douloureux, il a perdu son restaurant et sa créativité. Il tient un petit bistrot français dans le quartier italien de San Francisco. Il vit en colocation avec son ami Marcus, un Canadien insouciant, irresponsable, simple et fauché ; il accorde peu d'importance à son apparence physique et aux règles de la société (il fume des gros joints). Il est le meilleur ami de Jonathan et aussi le demi-frère de Francesca. Il est le seul qui a aidé Jonathan lorsqu'il en avait le plus besoin, il l'a sauvé de sa dépression.

- Francesca DeLillo : ex-femme de Jonathan et fille d'un des plus grands hommes d'affaires de New-York. C'est une femme très attirante et très intelligente : c'est elle qui gère financièrement le groupe « Imperator ».

- Charly : enfant unique de Jonathan et Francesca, il passe très peu de temps chez son père (seulement pendant les vacances scolaires). Il n'aime pas être seul, c'est pourquoi il déteste prendre l'avion sans ses proches (sans lui, Jonathan et Madeline ne se seraient jamais rencontrés). Il rêve comme tout enfant ayant les parents séparés, de voir ses parents se retrouver et de former une famille unie. Il est très intelligent (comme sa mère), adorable et gourmand (comme son père).

- Danny Doyle : il est surnommé Danny « Dub » Doyle, il a 37 ans, il est le chef d'un clan très puissant de Manchester, sur le royaume de Cheatam Bridge, issu d'une famille criminelle régnant depuis 50 ans sur ce quartier « pourri ». Il reprend le flambeau mais malgré tout cela, il a une part de bien en lui. Il a un casier judiciaire très important. Il était très proche de Madeline car il avait été le premier garçon à l'avoir embrassé). Il a un frère jumeau qui s'appelle Jonny, et qui souffrait de schizophrénie paranoïde.

- Alice Dixon : il s'agit du personnage-clef du roman. Elle a été enlevée puis violée et enfin tuée par un tueur en série nommé « Le boucher de Liverpool ». Grâce à elle aussi, Jonathan et Madeline se sont rencontrés.

- Juliane : Meilleure amie de Madeline, habite à Londres, elle n'intervient qu'au début du roman et sert de prétexte à Madeline pour qu'elle puisse aller rejoindre Jonathan pour discuter de ce qu'ils ont découvert.

- Claire : Meilleure amie de Jonathan, partie à Hong-Kong pour son travail, elle va prêter sa maison (de Manchester) à Jonathan et Madeline afin qu'ils ne paient pas d'hôtels et pour ne pas se faire remarquer.

- Jim Flaherty : Ancien collègue de Madeline (dont il était amoureux). Il va trouver des nouveaux compléments d'enquête sur l'affaire d'Alice Dixon grâce à des nouveaux éléments apportés par Jonathan. Lorsqu'il découvrit une nouvelle piste qui pouvait rouvrir l'enquête, il se fait tuer d'une balle dans la tête (par un homme cagoulé qui ensuite insère un virus dans l'ordinateur pour que les policiers ne retrouvent pas les documents examinés par Jim).

## Livre audio
Le roman a fait l'objet d'une édition sous forme de livre audio.
- Guillaume Musso (auteur) et Erwin Grünspan (narrateur), L'Appel de l'ange, Paris, Audiolib, 9 novembre 2011 (ISBN 978-2-35641-414-4, BNF 42545714)Support : 1 disque compact audio MP3 ; durée : 10 h 10 min environ ; référence éditeur : Audiolib 25 0450 4

## Éditions imprimées
- Guillaume Musso (ill. Sophie Griotto), L'Appel de l'ange : roman, Paris, XO éditions, 31 mars 2011, 391 p. (ISBN 978-2-84563-517-3, BNF 42404204)
- Guillaume Musso, L'Appel de l'ange, Paris, Pocket, 5 avril 2012, 429 p. (ISBN 978-2-266-22753-7)